# Абуна Юстас Антоний
Святой Юстас Антоний или Абуна Юстас или Молчаливый монах араб. يسطس الانطونى‎ (1906—1976) — коптский святой. Монах Монастыря Св. Антония.

## Жизнь святого Юстаса
Родился в 1906 году в Зарабии Эль Мухаррак в Египте. Отец назвал его Наджиб. С малых лет Наджиб любил Бога и просил его дать ему возможность жить ради Него.
В возрасте 30 лет он покидает отца, мать и брата и отправляется в Монастырь Св. Павла, где принимает послушание.
Однажды он звонил в колокол к Литургии, и в его руках порвался шнур колокола. В этот день ему разрешили присутствовать на службе, но попросили после неё покинуть монастырь.
Расстроенный, он отправился в Монастырь Св. Антония, который расположен неподалёку. В монастыре его приняли. И через несколько лет посвятили в монахи под именем Юстас.
Известен своим молчанием, которое он нарушал только для того, чтобы спросить «Который час?» или возблагодарить Бога, тем самым поучая о том, чтобы человек не тратил время впустую.
Отец Юстас совершил много чудес при жизни и после смерти.
Папа Шенуда сказал о нём, что он является «живым примером образа монаха IV века».